# イェール
イェール（Yelle、1983年1月17日 – ）は、フランスの歌手。本名はJulie Budet。

## 概要
1983年にサン＝ブリユーで生まれた。初期にはMySpaceに自身がアップした"Short Dick Cuizi"によってインターネット上での名声を獲得した。なお、この曲は後に“Je veux te voir”としてデビューアルバム『Pop-up』に収録されている。フレンチポップスとエレクトロニカを混合させた彼女の楽曲は、フランス本国のみならずアメリカおよびEU諸国でも人気を誇っている。

## ディスコグラフィ
- 2007年 - Pop-Up
- 2011年 - Safari Disco Club
- 2014年 - Complètement fou